# Seznam vědních disciplín
Seznam vědních disciplín obsahuje abecední soupis nauk, oborů a pomocných věd, které splňují definici vědy. Seznam není definitivní, protože vznikají nové vědy (často interdisciplinární) a starší vědy mohou být transformovány do nových (např. alchymie do chemie), či zavrhnuty po jejich kompromitaci (např. pseudovědy nebo vědy zatížené ideologií).

## A
- Adiktologie – nauka o závislostech.

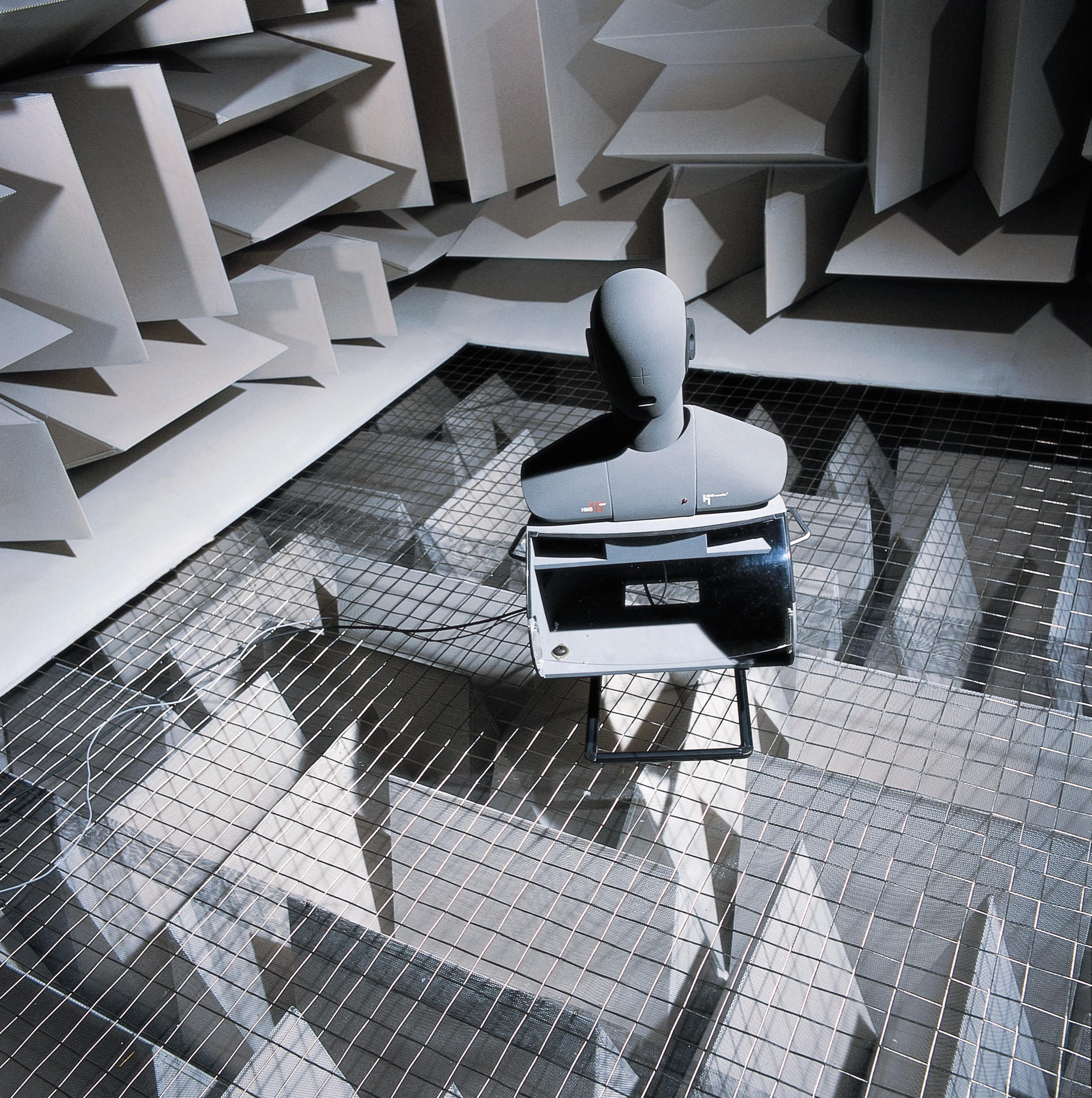
Akusticky mrtvá komora je jedním z nejdůležitějších nástrojů v akustice

Galaxie Sombrero je jedním z mnoha objektů, které zkoumá astronomie

- Aerologie – obor meteorologie, který se zabývá atmosférou v jejím vertikálním směru.
- Aerodynamika – obor fyziky zkoumající proudění plynů kolem tělesa.[1]
- Aeronomie – nauka o horních vrstvách atmosféry.[2]
- Agrobiologie – věda zkoumající zemědělství z pohledu biologických zákonů.[3]
- Agroekologie – ekologický obor, který zkoumá zemědělské organismy z pohledu jejich vnějšího prostředí.[4]
- Agrochemie – nauka o výživě rostlin v polních podmínkách.
- Agrologie – nauka o polním hospodářství.
- Agrometeorologie – obor studující meteorologické jevy z hlediska zemědělství.[5]
- Agronomie – nauka zabývající se zemědělskou výrobou.
- Akmeologie – nauka o dospělosti.[6]
- Akustika – vědní obor, zabývající se vznikem zvukového vlnění, jeho šířením prostorem a vnímáním zvuku lidskými smysly.
- Akologie – medicínský obor, který se zabývá léčebnými prostředky.
- Aktologie – viz antropomotorika.
- Aktuopaleontologie – vědní obor, který studuje fosilizaci současných organismů i celých biotopů.[7]
- Algebra – odvětví matematiky zabývající se abstraktními strukturami a vztahy mezi nimi.
- Algeziologie – lékařská disciplína, která se zabývá bolestí a její léčbou.[8]
- Algologie – věda studující sinice a řasy.[9]
- Alergologie – medicínský obor zabývající se alergiemi.[10][11]
- Anatomie – obor biologie, který se zabývá makroskopickou stavbou organismů.
- Andragogika – nauka o vzdělávání a výchově dospělých.
- Andrologie – lékařský obor, který se zabývá chorobami mužských reprodukčních orgánů.
- Anesteziologie – lékařský obor, který studuje anestézii a anestetika.
- Angiologie – medicínská nauka o krevních a mízních cévách.
- Anglistika – nauka o historii, kultuře a jazyku anglicky hovořících etnik.[12]
- Antropologie – nauka o člověku, jeho kultuře a potažmo celém lidstvu.
- Antropomastika – nauka o osobních jménech.[13]
- Antropomaximologie – disciplína zabývající se rezervami člověka při sportu.
- Antropomotorika – nauka o pohybech člověka. Též kinantropologie, antropokinetika nebo aktologie.[14]
- Antroposociologie – odvětví sociologie, které zkoumá vztah mezi postavením jedince a jeho anatomickými znaky.[15]
- Antropokinetika – viz antropomotorika.
- Apidologie – nauka o včelařství.[16]
- Arabistika – věda zabývající se jazykem, kulturou a historií arabských národů.
- Arachnoentomologie – věda zkoumající hmyz (Insecta) a pavoukovce (Arachnida) ze zdravotnického a veterinárního hlediska.[17]
- Arachnologie – biologická věda o pavoukovcích.
- Arboristika – zabývá se komplexní péčí o dřeviny a jejich porosty.
- Argotologie – nauka o argotu.[18]
- Archeologie – věda studující lidské dějiny prostřednictvím zachovaných artefaktů.[19]
- Architektura – obor na pomezí vědy a umění, který se zabývá stavitelstvím, urbanismem a designem.
- Aritmetika – disciplína matematiky zabývající se popisem vlastností elementárních matematických operací s čísly.
- Astroarcheologie – archeologické odvětví, které zkoumá astronomická zařízení.
- Astrobiologie – disciplína, která zkoumá možnosti vývoje a existence života ve vesmíru. Též Xenobiologie.
- Astrofyzika – obor astronomie, který studuje fyzikální děje probíhající ve vesmíru.
- Astrogeologie – obor astronomie studující geologii na různých vesmírných tělesech.
- Astrometrie – odvětví astronomie, které se zabývá přesnými měřeními a vysvětlováním pozice a pohybů nebeských těles.
- Astronomie – věda studující vesmír a jevy ve vesmíru.
- Asyriologie – nauka o Asýrii.
- Audiologie – odvětví medicíny, které se zabývá sluchem.[20]
- Auditoriologie – multidisciplinární vědní obor, který se zabývá prostorami určenými pro přednes (divadelní, koncertní, přednáškové atd.)
- Autekologie – studuje ekologii jedinců jednoho biologického druhu.[21]
- Auxologie – odvětví biomedicíny zkoumající růst a vývoj člověka.

## B
- Bakteriologie – nauka o bakteriích.

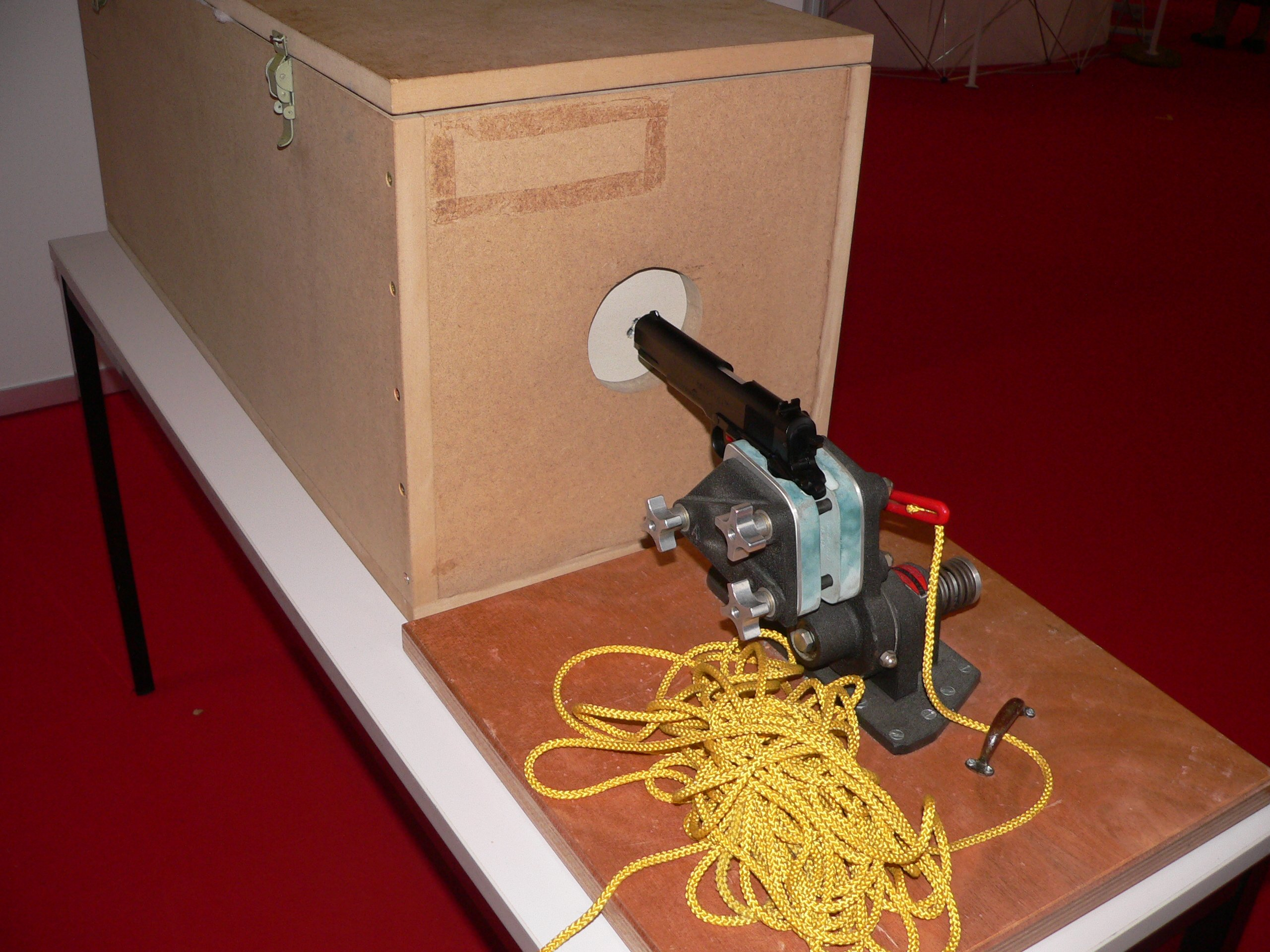
Experiment ve forenzní balistice

- Balbutologie – obor zabývající se koktavostí.[22]
- Balistika – věda o pohybech a účincích střel.
- Balneologie – věda, která se zabývá lázněmi.
- Batrachologie – nauka o obojživelnících (Amphibea).[23]
- Behaviorální neurologie – odvětví neurologie, které zkoumá vztah mezi poruchami nervové soustavy a chováním člověka.
- Bibliografie – odvětví sociální informatiky, které se zabývá zkoumáním bibliografických informací ve společnosti.[24]
- Bibliologie – nauka o knihách. Též knihověda.
- Bibliopsychologie – odvětví psychologie zkoumající vliv četby na člověka.[25]
- Biofyzika – mezioborová disciplína zkoumající biologické objekty a problémy fyzikálními metodami.
- Biochemie – interdisciplinární věda zkoumající chemické pochody v živých organismech.
- Bioinformatika – disciplína zabývající se metodami shromažďování, analýzy a vizualizace rozsáhlých biologických dat
- Bioklimatologie – odvětví studující vliv prostředí na procesy v organismech.[26]
- Biokybernetika – interdisciplinární věda aplikující kybernetiku při studiu biologických objektů.
- Biologická psychologie – věda, která se zabývá rolí biologických faktorů v psychických jevech.
- Biologie – vědní obor zabývající se organismy a vším, co s nimi souvisí.
- Biomatematika – viz Matematická biologie.
- Bionika – hraniční obor využívající znalost stavby a funkce organismů při vývoji nových technologií.
- Bionomie – věda zabývající se životem organismů z hlediska způsobu výživy, prostředí apod.
- Biospeleologie – odvětví zkoumající živé organismy v jeskyních.[27]
- Biotechnologie – obor, který aplikuje biologické systémy při výrobě, přeměně nebo jinému specifickému použití.
- Bohemistika – věda zabývající se jazykem, kulturou a historií českého národa.
- Botanika – nauka o rostlinách.
- Bromatologie – vědní disciplína zabývající se jídlem.[28]
- Bryologie – biologický obor zabývající se mechorosty.
- Byzantologie – věda zabývající se jazykem, kulturou a historií Byzantské říše.[29]

## C
- Cytogenetika – věda zkoumající genetické jevy na buněčné úrovni, zejména vzhledem k funkci a stavbě chromozomů.[30]
- Cytologie – věda komplexně studující buňku a její struktury a životní pochody.[31]

## D

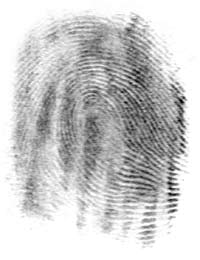
Papilární linie na bříšku prstu jsou předmětem studia daktyloskopie

- Daktyloskopie – nauka o kožních lištách na prstech rukou, nohou, na dlaních a ploskách chodidel. Též dermatoglyfika.[32]
- Defektologie – obor zkoumající zdravotně postižené děti.[33]
- Demografie – věda zabývající se procesem reprodukce lidských populací.
- Dendrologie – nauka o dřevinách.
- Derivologie – lingvistický obor zabývající se tvorbou slov.[34]
- Dermatologie – obor lékařství zabývající se kůží a jejími deriváty (vlasy, nehty, potní žlázy, atd.).
- Dermatovenerologie – obor lékařství kombinující dermatologii (onemocnění kůže) a venerologii (pohlavní choroby).
- Deskriptivní geometrie – odvětví geometrie, které se zabývá zobrazením prostorových útvarů do roviny.
- Diabetologie – lékařský obor zabývající se cukrovkou.[35]
- Dialektologie – odvětví lingvistiky, které se zabývá studiem nářečí.
- Dietologie – obor medicíny, který se zabývá výživou.[36]
- Diplomatika – pomocná historická věda zabývající se studiem úředních písemností.
- Dipterologie – nauka o dvoukřídlém hmyzu.[37]
- Dolorologie – odvětví medicíny zabývající se bolestí.[38]
- Dozimetrie – fyzikálně-medicínský obor zabývající se měřením vlastností ionizujícího záření.
- Dynamika – obor mechaniky zkoumající pohyb hmotných objektů.

## E

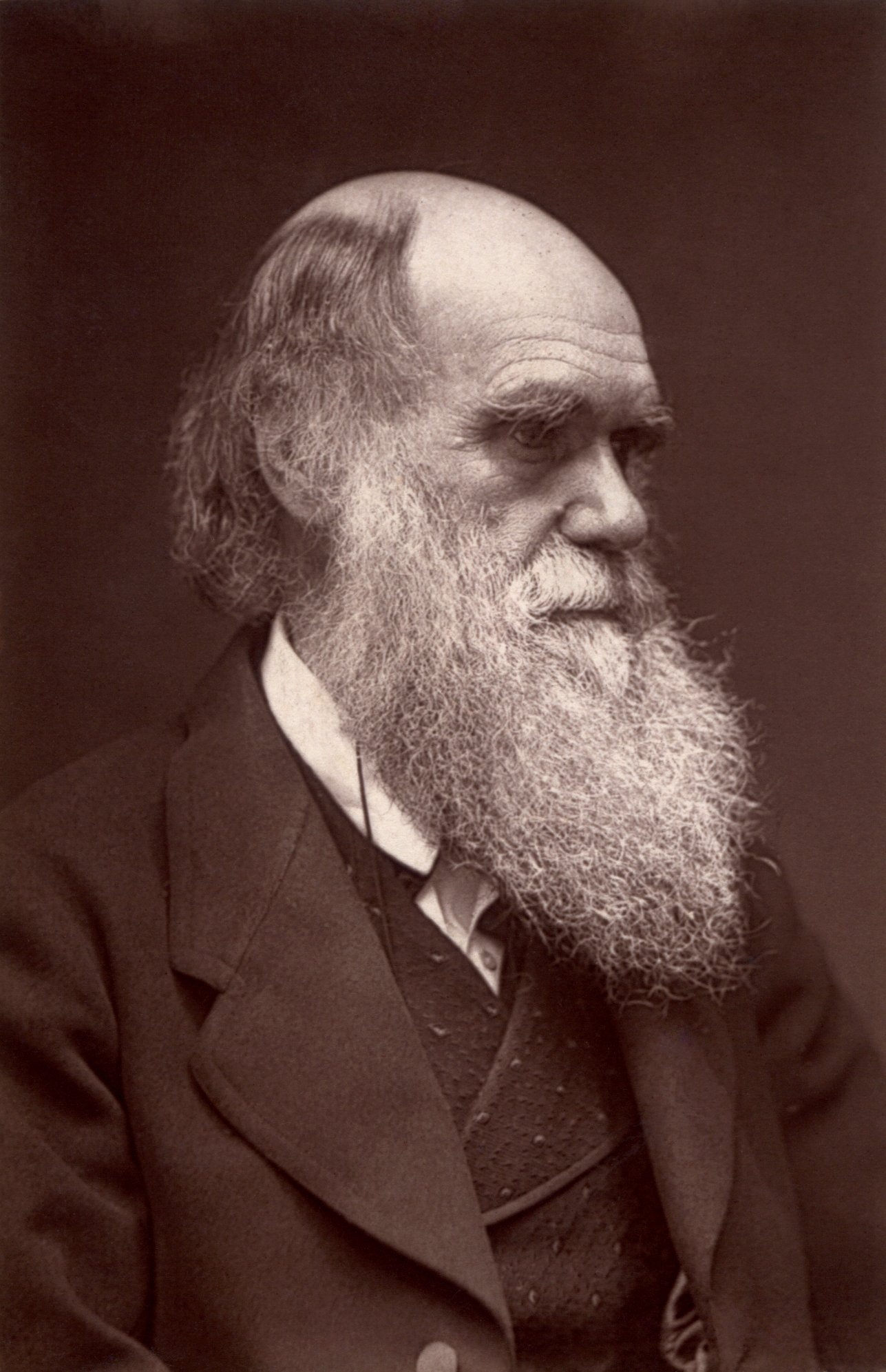
Za zakladatele evoluční biologie je považován Charles Darwin

- Edukativní psychologie – viz pedagogická psychologie.
- Egyptologie – věda zabývající se jazykem, kulturou a historií Egypta.
- Ekofyziologie – přírodovědný obor zkoumající vlivy vnějšího prostředí na organizmy, též ekotysiologie.[39]
- Ekologie – obor biologie studující vztahy mezi organismy a prostředím.
- Ekonometrie – disciplína ekonomie zabývající se aplikací metod statistiky na ekonomická data.
- Ekonomie – věda studující nakládání se zdroji (ekonomiku).
- Ekotysiologie – viz ekofyziologie.
- Elektroakustika – věda, která se zabývá zvukem, jeho šířením, záznamem a reprodukcí za použití elektroniky.
- Elektrodynamika – obor fyziky, který zkoumá proměnná (dynamická) elektromagnetická pole.
- Elektrofyziologie – 1. biologický obor studující elektrické projevy živých organismů. 2. lékařský obor zabývající se vyšetřováním elektricky vzrušivých tkání.[40]
- Elektrochemie – obor chemie, který zkoumá procesy při proměně chemické energie na elektrickou a naopak.
- Elektromagnetismus – fyzikální odvětví, které se zabývá vzájemným působením magnetických a elektrických jevů.
- Elektrostatika – obor fyziky, který zkoumá neměnná (statická) elektromagnetická pole.
- Elektrotechnika – obor, který se zabývá využitím elektrické energie.
- Elektrotechnologie – pomocný elektrotechnický obor, který se zabývá výrobními postupy elektrických zařízení.[41]
- Embryologie – biologický obor studující časný individuální vývoj organismu.
- Endokrinologie – biologický a lékařský obor studující systém žláz s vnitřní sekrecí.
- Enologie – věda zkoumající víno[42] a vinařství.
- Entomologie – biologický obor, který studuje hmyz.
- Environmentalistika – interdisciplinární obor zkoumající vzájemné působení člověka a ekosystémů.
- Epidemiologie – lékařský obor studující zákonitosti vzniku a šíření chorob v lidské populaci.
- Epigrafika – pomocná věda historická zkoumající nápisy.
- Epileptologie – lékařská obor zabývající se epilepsií.[43]
- Epizootologie – obor veterinárního lékařství studující zákonitosti vzniku a šíření infekčních chorob mezi zvířaty.
- Erotologie – nauka o erotice.
- Esteziologie – nauka o smyslových ústrojích.
- Etiologie – medicínský obor zkoumající příčiny vzniku nemocí.
- Etnobiologie – věda studující vztahy etnických skupin k živým organismům.
- Etnografie – věda studující zvyky a tradice jednotlivých kultur.
- Etnologie – obor zabývající se srovnávacím studiem kultur a společností.
- Etnometodologie – sociologický obor, který se zabývá obvyklými lidskými činnostmi a jejich organizací.
- Etologie – biologický obor studující chování živočichů.
- Etymologie – lingvistický obor studující původ slov.
- Evoluční biologie – obor biologie studující proces evoluce.
- Exobiologie – viz astrobiologie.

## F

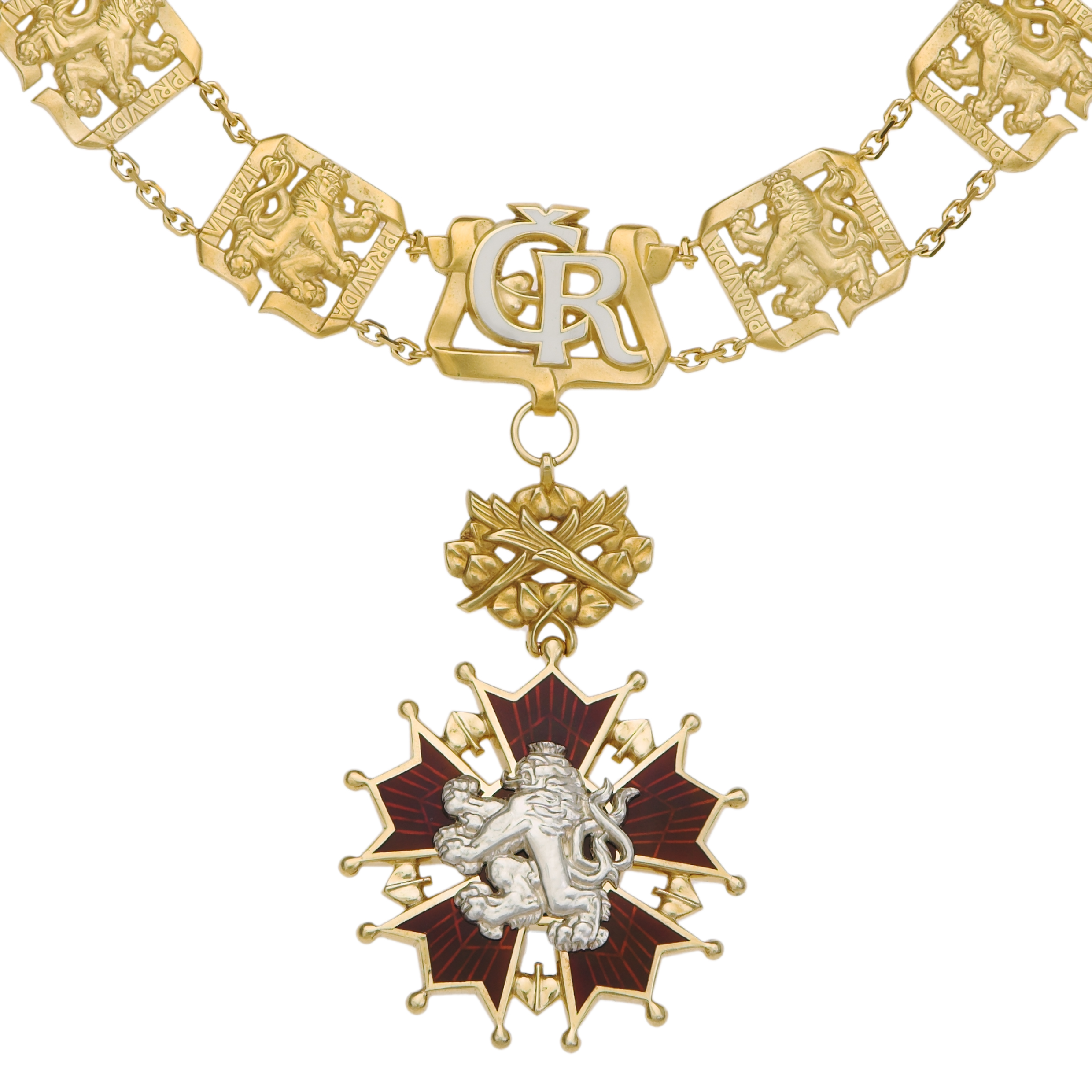
Řád Bílého lva je nejvyšším státním vyznamenáním České republiky. Studiem řádů a vyznamenání se zabývá faleristika

- Faleristika – pomocná historická věda studující řády a vyznamenání.[44]
- Farmacie – obor zabývající se přípravou a distribucí léčiv.
- Farmakologie – lékařský obor zabývající se mechanismy účinku léčiv.
- Farmakopsychologie – odvětví psychologie, které zkoumá vliv léčiv a chemických látek na člověka.[45]
- Farologie – technický obor zabývající se stavbou a provozem majáků.[46]
- Felinologie – biologický obor, který zkoumá kočky.
- Fenologie – nauka o časovém průběhu základních životních projevů v závislosti na změnách počasí, střídání ročních období a prostředí.
- Filematologie – nauka o líbání.[47]
- Filologie – nauka studující jazyk a kulturu s ním spojenou.
- Flebologie – lékařský obor zabývající žílami.[48]
- Floristika – botanický obor zkoumající flóru určitého území.
- Fonetika – přírodní věda studující vznik hlasu.
- Foniatrie – medicínský obor zabývající se chorobami hlasu a sluchu.
- Fonologie – lingvistická disciplína zabývající se zvukovou stránkou jazyka. Též fonémika.
- Fotometrie je část optiky zkoumající viditelné světlo z hlediska intenzity jeho zrakového vnímání.
- Fotonika – fyzikální a technická disciplína navazující na optiku.
- Frazeologie – je nauka o ustálených slovních spojeních.
- Ftizeologie – lékařský obor zabývající se tuberkulózou.[49]
- Futurologie – věda o budoucnosti.
- Fykologie – obor, který studuje řasy.[50]
- Fylogenetika – obor systematické biologie hledající evoluční vztahy mezi organismy.
- Fytocenologie – dříve geobotanika, biologický obor studující rostlinná společenstva.
- Fytogeografie – obor studující rozšíření rostlin na Zemi.
- Fytopatologie – obor studující choroby rostlin.[51]
- Fyzika – obor zkoumající základní vlastnosti dějů v přírodě.
- Fyziologie – biologický obor studující funkci organismů.

## G

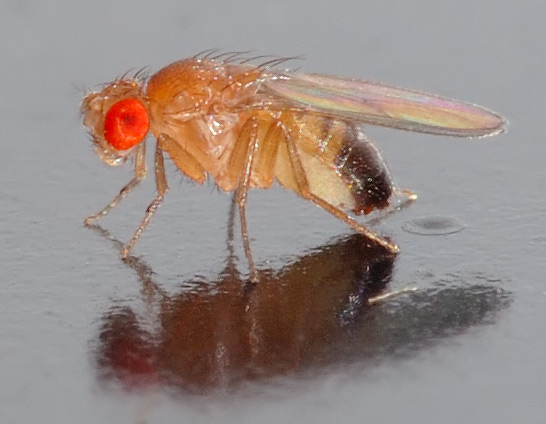
Octomilka obecná (Drosophila melanogaster) je poměrně často využívaným modelovým organismem v genetických experimentech

- Gastroenterologie – medicínský obor, který se zabývá trávicím ústrojím.[52]
- Gastronomie – nauka o vztahu kultury a potravy.
- Gelotologie – nauka o smíchu.[53]
- Gemelilogie – věda zkoumající genetiku dvojčat.[54] Též gemelologie.
- Gemologie – věda, která se zabývá drahými kameny.
- Genealogie – pomocná věda historická studující rodokmeny.
- Genetika – biologická věda studující dědičnost.
- Genologie – obor literární vědy studující literární žánry.
- Geodézie – obor studující geometrické vlastnosti Země.
- Geografie – věda studující prostorové rozšíření jevů na Zemi.
- Geochemie – věda studující chemické složení Země.
- Geochronologie – nauka o určování stáří hornin, usazenin, zkamenělin a dalších geologických objektů.
- Geologie – studuje složení, stavbu a historický vývoj Země.
- Geometrie – obor matematiky studující tvar, velikost, proporce a pozici objektů.
- Geomorfologie – obor studující tvar zemského povrchu.
- Geomytologie – zabývá se zkoumáním geologických a paleontologických jevů, zobrazených v lidské mytologii.
- Geonika – sleduje dopady činností člověka a jím vyvolaných aktivit na přírodní prostředí a interakci přírodního a antropogenního prostředí.[55],[56]
- Geriatrie – lékařský obor zabývající se zvláštnostmi onemocnění a jejich terapie ve stáří.
- Germanistika – věda zabývající se jazykem, kulturou a historií germánských národů.
- Gerontologie – věda o stáří.
- Gerontopsychologie – odvětví psychologie, které se zabývá stářím a stárnutím.[57]
- Glaciologie – nauka o ledovcích.
- Globalistika – zkoumá základní otázky existence a vývoje světové společnosti jako celku.[58]
- Gnotobiologie – vědní obor, který zkoumá bezmikrobní živočichy.[59]
- Gradologie – obor zkoumající přemnožování škůdců.[60]
- Grafémika – nauka o písemné stránce jazyka.[34]
- Grafognozie – viz písmoznalectví.
- Graminologie – nauka o travách.[61]
- Gynekologie – medicínský obor, který se zabývá ženskými pohlavními orgány.

## H

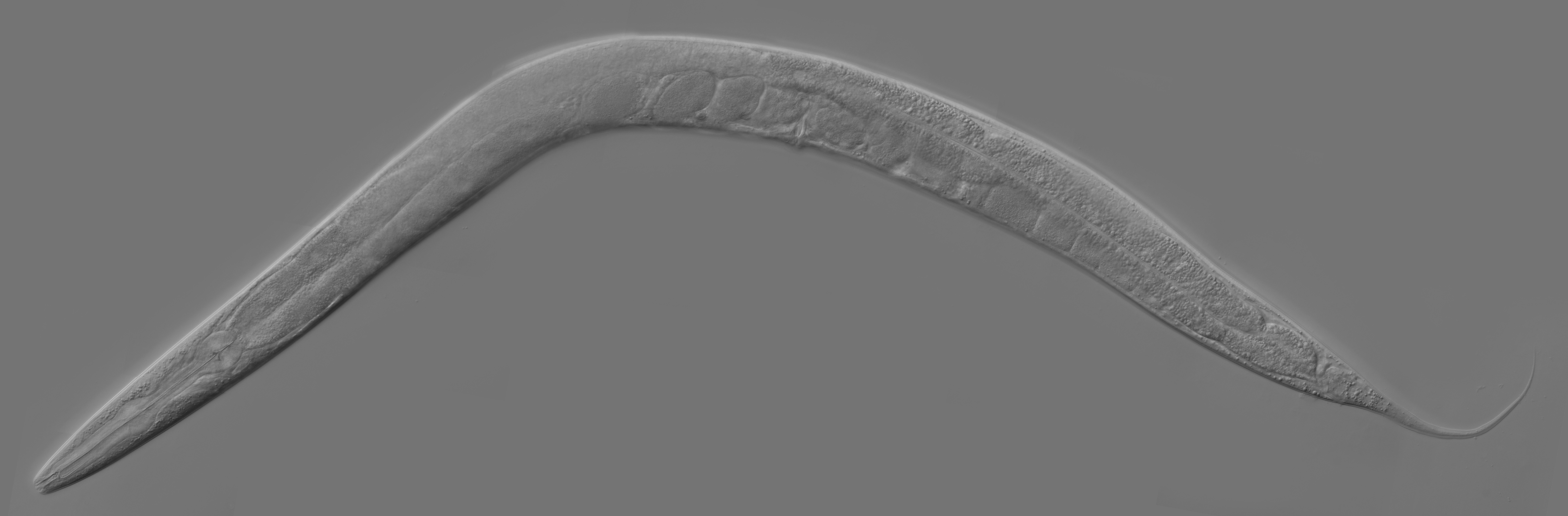
Caenorhabditis elegans je jedním z organismů, jejichž biologii studuje helmintologie

- Hebraistika – věda zabývající se jazykem, kulturou a historií židovského národa i moderního státu Izraele.
- Helmintologie – biologický obor studující červy a chorobami, které způsobují.[62]
- Hematologie – lékařský obor zabývající se onemocněními krve a krvetvorné tkáně.
- Hepatologie – lékařský obor zabývající se chorobami jater.[63]
- Heraldika – pomocná věda historická studující erby.
- Herbologie – obor zabývající se plevely.
- Herniologie – lékařský obor zabývající se kýlami.[64]
- Herpetologie – biologický obor studující plazy, v širším pojetí i obojživelníky
- Hipologie – nauka o koních.
- Histologie – biologická disciplína studující soubory buněk stejného druhu – tkáně živočichů a pletiva rostlin a hub.
- Historie – věda, jejímž cílem je reflexe historických událostí.
- Historiografie – též dějepisectví, obor zabývající se systematickým zaznamenáváním historických událostí.
- Horologie – věda zabývající se měřením času.[65]
- Hortologie – nauka známá spíše jako zahradnictví.[66]
- Humánní etologie – obor etologie studující chování člověka.[67]
- Hungaristika – věda zabývající se jazykem, kulturou a historií maďarského národa.
- Hydrobiologie – obor biologie studující životní procesy ve vodním prostředí.[68]
- Hydrodynamika – fyzikální obor zabývající se prouděním kapalin.
- Hydroenergetika – odvětví techniky, které se zabývá využitím vodní síly pro získávání energie.[69]
- Hydrogeologie – obor zabývající se podzemními vodami.
- Hydrografie – geografický obor, který se zabývá časoprostorovým rozmístěním vody v krajině. Též vodopis.
- Hydrologie – geografická disciplína, která studuje pohyb a rozložení vody na Zemi.
- Hydromechanika – věda zabývající se kapalinami a působením sil na ně.
- Hydrometeorologie – obor studující koloběh vody mezi zemským povrchem a atmosférou.
- Hydrostatika – fyzikální obor zabývající kapalinami, které jsou v klidovém stavu.
- Hydrotechnika – obor, které se zabývají využitím vody a ochranou před jejími nežádoucími účinky.[70]
- Hygrologie – věda zabývající se vlhkostí.[71]
- Hypnologie – nauka o spánku a hypnóze.[72]
- Hypnopatologie – lékařský obor zabývající se poruchami spánku.[73]

## Ch

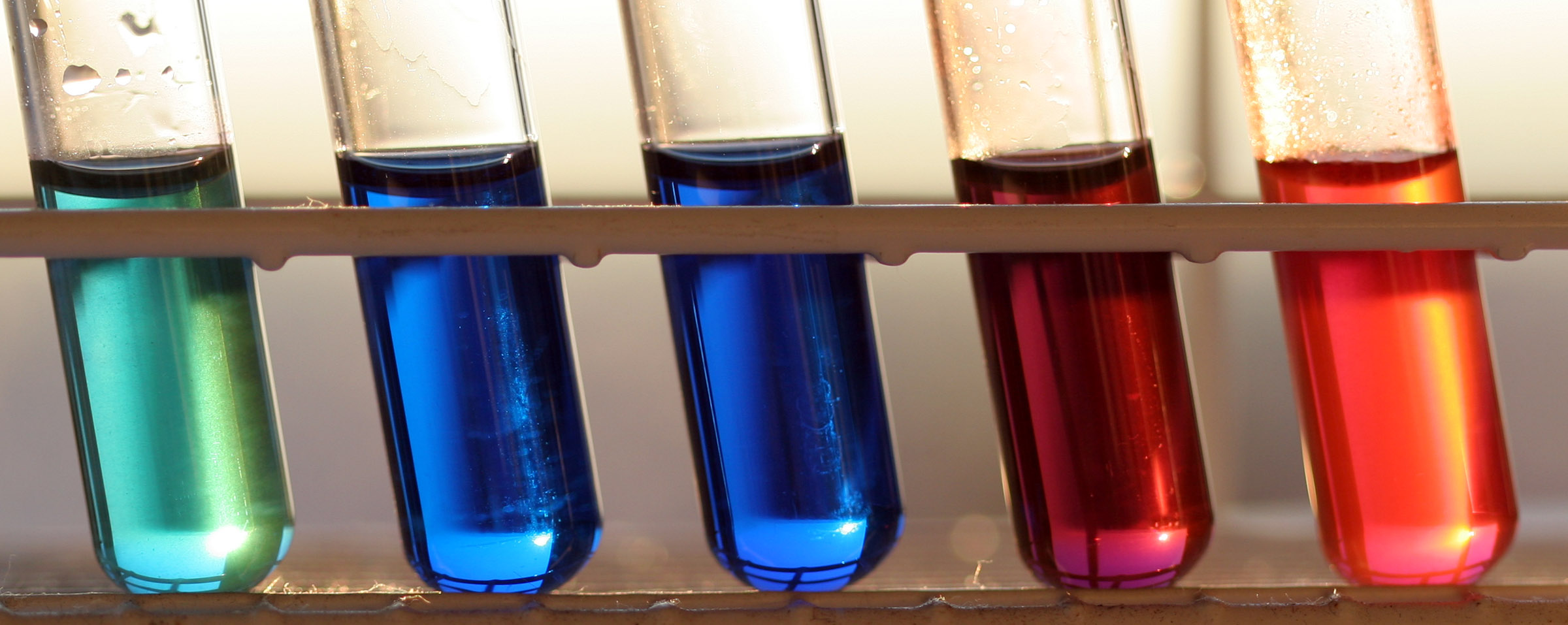
Zkumavka, zde s nilskou modří při různém pH, je neoficiálním symbolem chemie

- Chemie – věda zabývající se vlastnostmi, složením, přípravou a strukturou anorganických a organických látek a jejich vzájemnými interakcemi.
- Chetitologie – věda zabývající se jazykem, kulturou a historií Chetitů.
- Chiropterologie – biologická disciplína studující letouny (řád Chiroptera).
- Chirurgie – lékařský obor, který léčí nemoci a úrazy především pomocí manuálních a operačních výkonů.
- Chorologie (biologie) – biologická disciplína zabývající se distribucí organismů v areálech.[74]
- Chorologie (geografie) – geografická nauka o případných vztazích mezi geografickými entitami, které se vyskytují v konkrétních areálech.[75]
- Chronobiologie – vědní disciplína zabývající se periodickými fenomény v živých organismech.
- Chronologie – pomocná historická věda, jejímž předmětem je měření času a způsoby a prostředky k tomu užívané, stejně tak jako určování časového pořadí.

## I

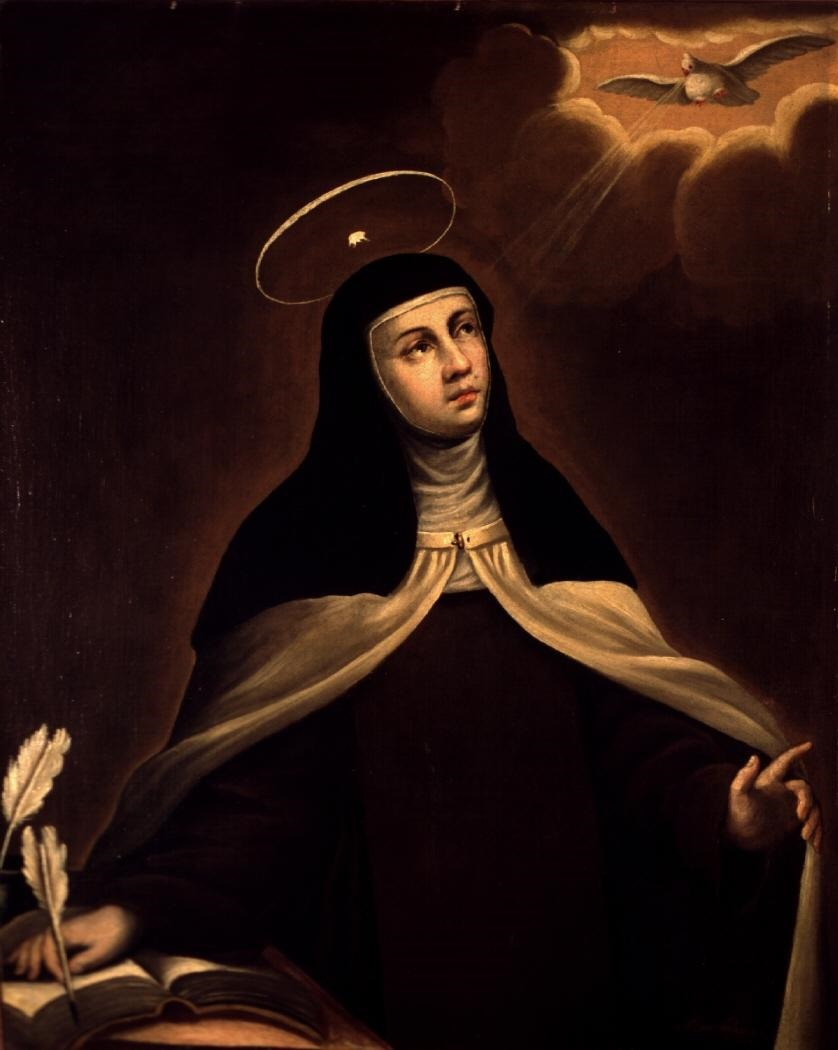
Analýza obrazu svaté Terezie od Ježíše od Alonsa del Arca (1635–1704) je oblastí zájmu ikonografie

- Iatrologie – prakticky nepoužívané synonymum pro lékařskou vědu.[76]
- Iberoamerikanistika – věda zabývající se jazykem, kulturou a historií španělsky či portugalsky hovořících zemí Střední a Jižní Ameriky.[77]
- Ichnologie – nauka o zkamenělých stopách živočichů.[78]
- Ichtyologie – obor zoologie, který se zabývá studiem rybovitých obratlovců.
- Ikonografie – obor zabývající se náměty ve výtvarném umění.
- Ikonologie – nauka o významech, vzniku a proměnách výtvarných děl.[79]
- Imunologie – věda zabývající se zkoumáním imunitního systému.
- Indologie – věda zabývající se jazykem, kulturou a historií etnik indického subkontinentu.
- Industriální sociologie – sociologická disciplína zbývající se sociálními hledisky průmyslové výroby.[80]
- Infektologie – lékařský obor zabývající se infekčními onemocněními.[81]
- Informační věda – interdisciplinární věda zabývající se informacemi.
- Informatika – počítačová věda studující výpočetní a informační procesy z hlediska hardware i software.
- Infračervená astronomie – oborem astronomie, který zkoumá objekty viditelné v infračerveném záření.
- Inženýrská psychologie – obor psychologie zkoumající vztah člověka a strojního zařízení.[82]
- Íránistika – věda zabývající se jazykem, kulturou a historií íránských národů.
- Islamistika – vědní obor, který se zabývá studiem islámu, islámských zemí, islámské společnosti a kultury.

## J
- Jaderná fyzika – odvětví fyziky, které zkoumá atomové jádro.[83]
- Jaderná chemie – viz radiochemie.
- Jaderná technika – obor zabývající se využitím jaderné energie a ochranou před ionizujícím zářením.[84]
- Japanologie – věda zabývající se jazykem, kulturou a historií Japonska. Též japanistika.[85]
- Jidistika – věda zabývající se jazykem, kulturou a historií národů, kteří používají jidiš.
- Jurisprudence – věda zkoumající právo.[86]
- Juventologie – sociologický obor zabývající se mládeží.[87]

## K
- Kalilogie – nauka o přednesu.
- Kampanologie – věda o zvonech.

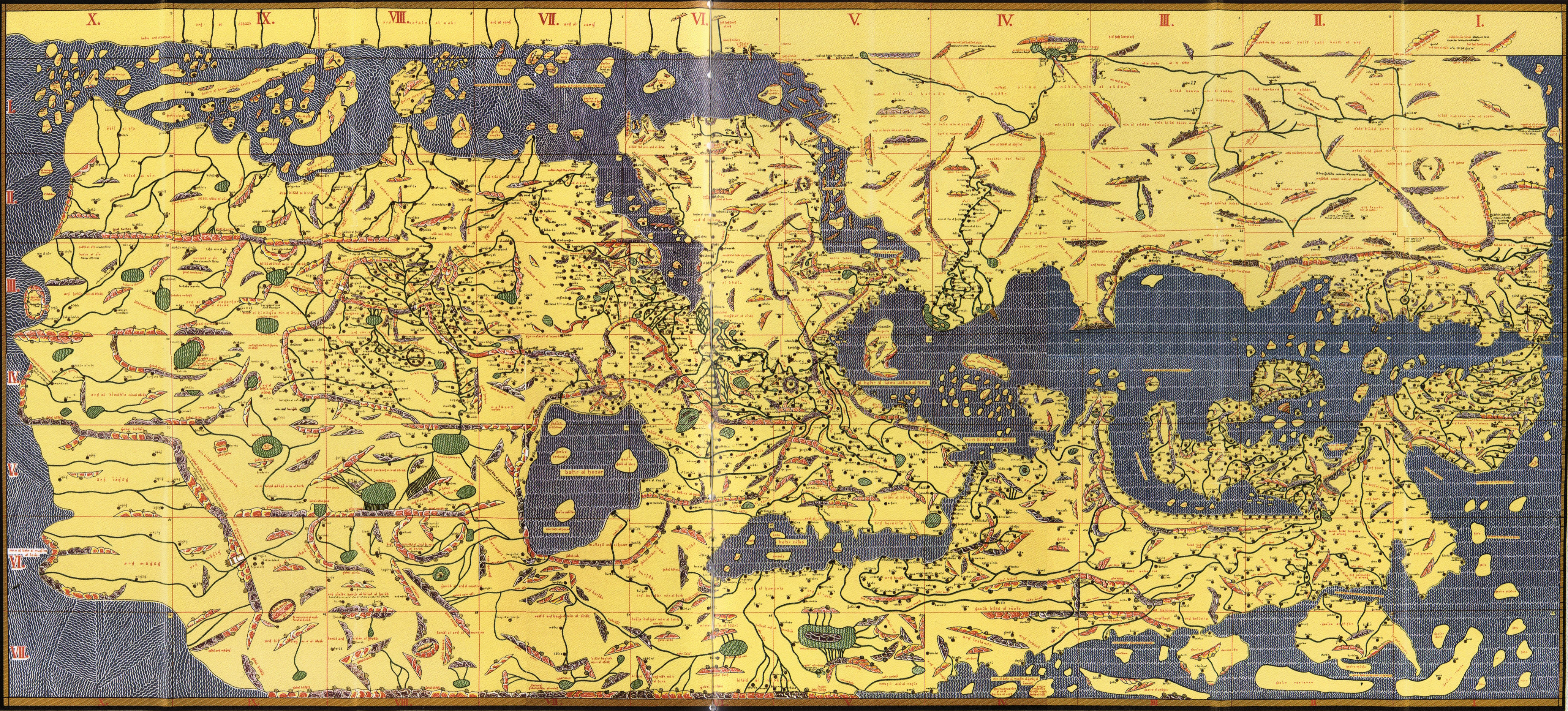
Mapa a popis světa Tabula Rogeriana byla vytvořena Al-Idrísím roku 1154 pro Rogera II. Sicilského. Je považována za jedno z nejvýznamnější děl arabské kartografie.

- Kardiologie – lékařský obor zabývající se chorobami srdce.
- Kariologie – lékařský obor zabývající se zubním kazem.[88]
- Karpobiologie – viz karpologie.
- Karpologie – nauka o semenech a plodech rostlin.[89]
- Karsologie – věda zkoumající vápencový kras.
- Kartografie – věda zabývající se mapami.
- Karyologie – odvětví biologie, které zkoumá buněčná jádra.[90]
- Kastelologie – nauka o opevněných sídlech.
- Kašubistika – věda zabývající se jazykem, kulturou a historií Kašubů.
- Keltologie – věda zabývající se jazykem, kulturou a historií Keltů.
- Kinantropologie – multidisciplinární věda o pohybu člověka.
- Kinematika – odvětví mechaniky zabývající se pohybem bez zkoumání jeho příčin.
- Kineziologie – věda o mechanických zákonitostech pohybového ústrojí živočichů.
- Klimatologie – nauka o podnebí.
- Kodikologie – věda o rukopisech.
- Kognitivní neurologie – odvětví neurobiologie zkoumající kognitivní procesy a jejich neuronální podstatu.[91] Tvoří jednu část kognitivní a behaviorální neurologie.
- Kognitivní archeologie – odvětví archeologie zabývající se poznáváním lidí v minulosti s důrazem na studium historických způsobů myšlení a symboliky.[92]
- Kognitivní psychologie – psychologické odvětví, které se zabývá poznávacími procesy.[93]
- Kognitivní věda – mezioborová věda studující mysl a procesy v ní probíhající.
- Koleopterologie – odvětví entomologie studující brouky.
- Kolorimetrie – odvětví optiky, zabývající se popisem a kvantifikací barev světla a jejich vnímání.
- Kombinatorika – obor matematiky zkoumající konečné množiny a jejich vnitřní strukturu.
- Komeniologie – věda zabývající se studiem života a díla Jana Amose Komenského.
- Konchologie – nauka o schránkách měkkýšů.
- Koprologie – 1. věda zkoumající výkaly. 2. lékařský obor zabývající se diagnostickým vyšetřováním výkalů.
- Kosmetologie – nauka o kosmetice.
- Kosmologie – věda zkoumající vesmír jako celek.[94]
- Kosmonautika – odvětví vědy a techniky, která se zabývá cestováním mimo zemskou atmosféru.
- Kraniologie – podobor antropologie zabývající se studiem lebek.[95]
- Krenologie – nauka o zřídlech. Též zřídelnictví.[96]
- Kriminalistická odorologie – kriminalistická disciplína zabývající se pachovými stopami
- Kriminalistika – věda zabývající se odhalováním, vyšetřováním a předcházením trestné činnosti.[97]
- Kriminologie – nauka o trestných činech, pachatelích, obětích a kontrole kriminality.
- Kryobiologie – biologické odvětví, které zkoumá účinek nízkých teplot na organismy.[98]
- Kryogenika – obor fyziky zabývající se nízkými teplotami.
- Kryochirurgie – odvětví medicíny, které se zabývá aplikací nízkých teplot při chirurgických zákrocích.
- Kryologie – nauka o kryosféře.[99]
- Kryotechnika – obor zabývající se technickým zařízením, nutným pro dosažení nízkých teplot.[100]
- Kryptogamologie – odvětví biologie zabývající se tajnosnubnými rostlinami (Cryptogamae).[101]
- Kryptoanalýza – nauka o dešifrování.
- Kryptografie – nauka o šifrování.
- Kryptologie – věda zabývající se šiframi.
- Krystalografie – věda zabývající se krystaly.
- Kulturní a sociální antropologie, zkráceně kulturologie – nauka o kultuře.
- Kybernetika – věda, která se zabývá obecnými principy řízení a přenosu informací.
- Kynologie – nauka o psech.

## L
- Laktologie – nauka o mlékařství.

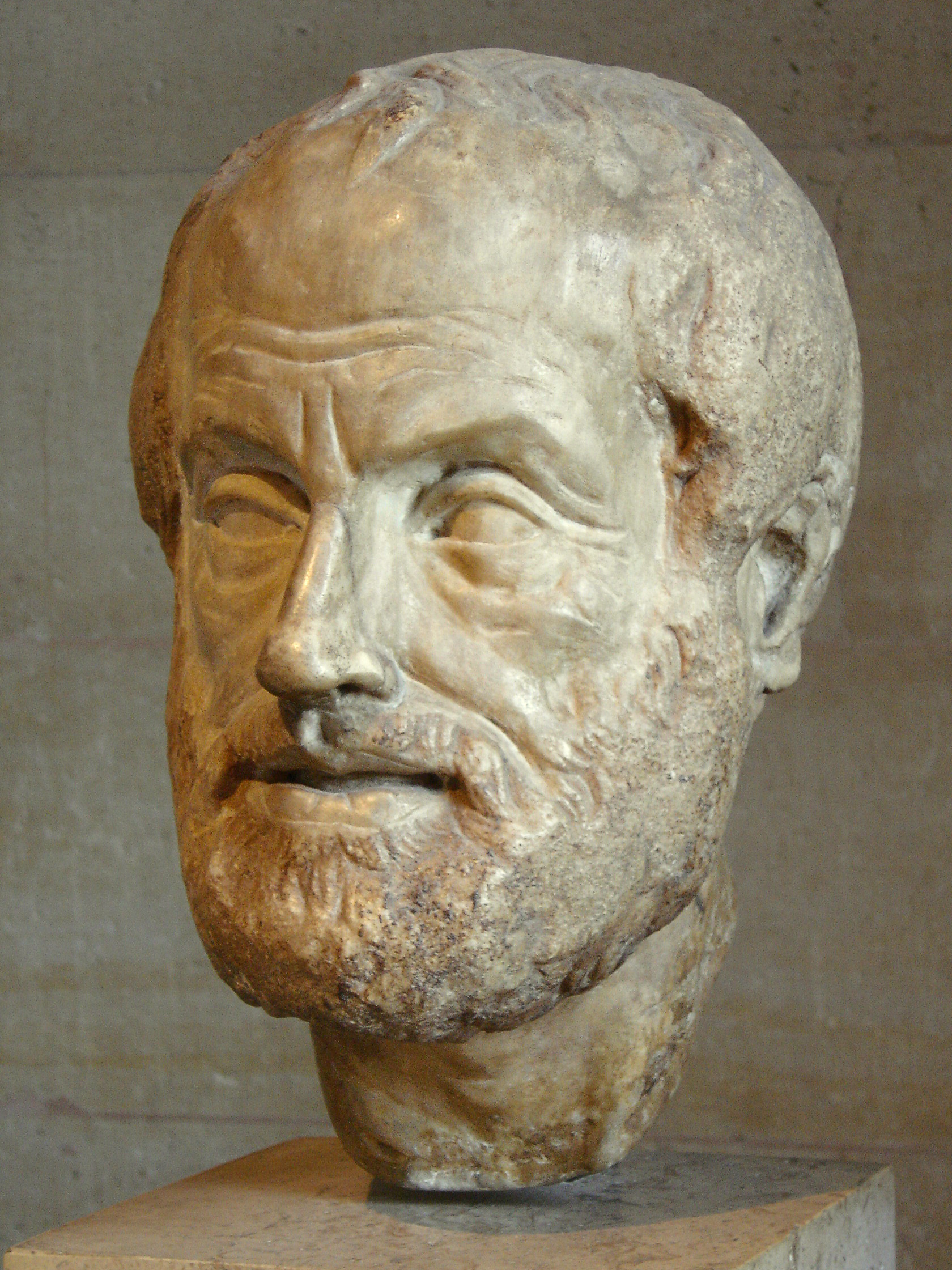
Antický filozof Aristotelés ze Stageiry je považován za zakladatele logiky

- Laryngologie – lékařský obor zaměřený na hrtan.[102] V České republice je nedílnou součástí otorhinolaryngologie.
- Lepidopterologie – nauka o motýlech.[103]
- Lesnická typologie – obor zabývající se tříděním lesů.[104]
- Lexikografie – disciplína jazykovědy, která se zabývá shromažďováním a zpracováváním slovní zásoby.
- Lexikologie – odvětví jazykovědy zabývající se slovní zásobou.
- Lichenologie – věda o lišejnících.
- Limnobiologie – podobor limnologie zabývající se sladkovodní biologií.[105]
- Limnologie – věda o sladkých vodách.
- Lingvistická geografie – věda zabývající se územním rozšířením jazyků.[106]
- Lingvistika – věda zkoumající přirozený jazyk. Též jazykověda.
- Literární historie – podobor literární vědy zabývající se dějinami literatury.
- Literární interpretace – podobor literární vědy, který se zabývá výkladem literárních děl.
- Literární teorie – podobor literární vědy zkoumající zákonitosti literatury.
- Literární věda – humanitní disciplína, která zkoumá literaturu.
- Litologie – geologická věda zkoumající usazeniny.[107] Též sedimentologie.
- Logika – formální věda zkoumající způsob vyvozování závěrů.
- Logopedie – mezioborová věda zabývající se poruchami řečí.
- Lukařství – vědní obor, který zkoumá společenství luk.[108]
- Lymfologie – nauka o mízní soustavě.[109]

## M

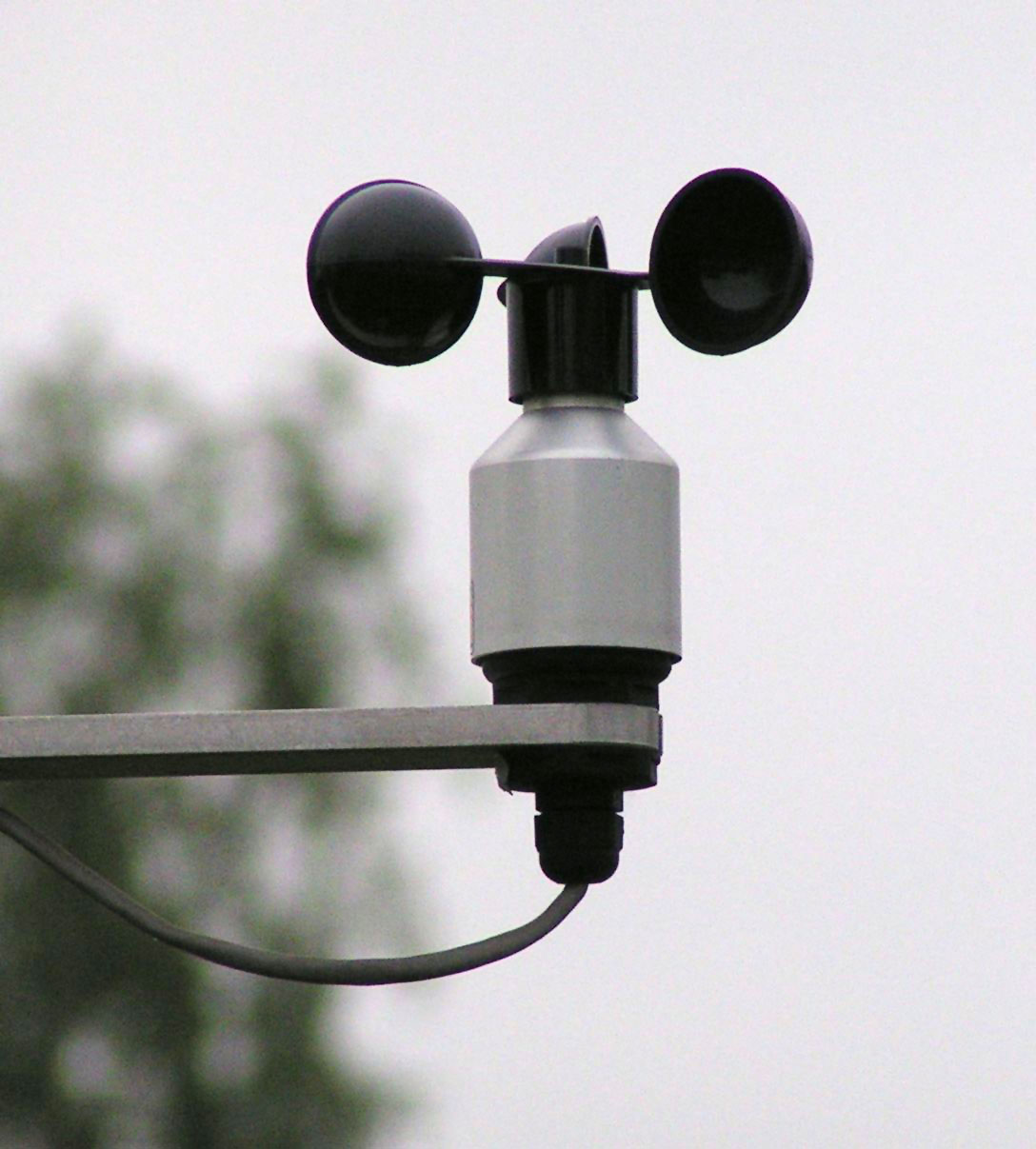
Miskový anemometr je přístroj, pomocí kterého se v meteorologii měří rychlost větru

- Makroekonomie – odvětví ekonomie, které se zabývá zkoumáním ekonomického systému jako celku.
- Makrosociologie – odvětví sociologie zabývající se velkými sociálními útvary.
- Malakologie – nauka měkkýších. Též malakozoologie.
- Mammalogie – nauka o savcích. Též teriologie nebo mammaliologie.
- Matematika – formální věda zabývající kvalifikací a kvantifikací abstraktních entit a vyhledáváním zákonitostmi mezi nimi.
- Matrimoniologie – odvětví psychologie, které se zabývá manželstvím.
- Matrimoniopatologie – věda, která se zabývá poruchami manželství.[110]
- Medicína – věda o zdraví člověka. Též lékařství.
- Mechanika – odvětví fyziky zkoumající změny vzájemné polohy a tvaru těles a příčiny těchto změn.
- Metalografie – nauka o struktuře kovů a jejich slitin.[111]
- Metalurgie – nauka o získávání a zpracování kovů. Týmž slovem se označuje také výrobní odvětví.
- Meteorologie – věda, která se zabývá atmosférou.
- Metodologie – nauka o metodách.
- Metrologie – nauka o měření fyzikálních a technických veličin, mírách a vahách.
- Mikrobiologie – biologický obor zkoumající mikroorganismy.
- Mikroekonomie – odvětví ekonomické, které zkoumá rozhodování jednotlivých tržních subjektů.
- Mikrosociologie – odvětví sociologie zabývající se interakcemi malých skupin.
- Mineralogie – nauka o nerostech.
- Molekulární biologie – obor biologie studující životní procesy na molekulární úrovni.[112]
- Molekulární elektronika – věda, jež zkoumá využití molekul a atomů pro použití v obvodových a systémových funkcí v elektronice. Též molektronika.[113]
- Molekulární paleontologie – obor paleontologie, který se zabývá zkoumáním fosilních organických látek (chemofosilií).[114]
- Molekulová fyzika – odvětví fyziky látek, jež se zabývá zkoumáním kolektivního chování atomů, resp. molekul.[115]
- Monasteriologie – věda o klášterech.
- Morfologie – součást mnoha věd, která se zabývá tvary (jak abstraktními, tak konkrétními).
- Morfonologie – lingvistický obor, který se zabývá fonologickou stavbou morfémů, čili morfonémů.[116]
- Motologie – věda zabývající se lidskou motorikou.[117]
- Muzeologie – nauka o muzejnictví.
- Muzikologie – věda zkoumající hudbu.
- Mykologie – obor, který se zabývá zkoumáním hub.
- Mykoparazitologie – nauka o parazitických houbách.[118]
- Myologie – lékařský obor, který se zabývá svaly.[119]
- Myrmekologie – nauka o mravencích.[120]
- Mytologie – věda zabývající se studiem mýtů.

## N

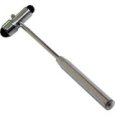
Neurologické kladívko je jedním ze základních vyšetřovacích nástrojů používaných v neurologii

- Nanotechnologie – technický obor zabývající se výrobou a využitím technologií založených na cílených manipulacích v nanometrové škále.
- Naratologie – odvětví literární vědy, které zkoumá fabule.
- Nefrologie – obor medicíny, který se zabývá chorobami ledvin.
- Neologie – odvětví lingvistiky, které zkoumá novotvary.[121]
- Neonatologie – obor medicíny, který se zabývá novorozenci.
- Neurobiologie – obor studující biologické vlastnosti nervové tkáně.
- Neuroekonomie – interdisciplinární obor, který zkoumá lidské rozhodování z pohledu mozkových funkcí.
- Neuroendokrinologie – věda zkoumající vztahy mezi hormonální sekrecí a nervovou soustavou.
- Neurochemie – chemický obor, který se zabývá neuroaktivními látkami.
- Neurochirurgie – odvětví chirurgie zaměřené na nervovou soustavu.
- Neurologie – lékařský obor zabývající se onemocněními nervové soustavy. Někdy je chybně používáno i ve smyslu neurověda.
- Neuropsychologie – psychologický obor, který zkoumá strukturu a funkci mozku v souvislosti s psychologickými procesy.
- Neuroradiologie – obor radiologie zabývající se nervovou soustavou.
- Neurověda (neuroscience) – obor na pomezí řady tradičních oborů zabývající se komplexním studiem činnosti nervového systému, integruje poznatky všech dílčích oborů studujících nervový systém.
- Nozologie – nauka zabývající se kategorizací nemocí.
- Numismatika – nauka o platebních prostředcích.

## O

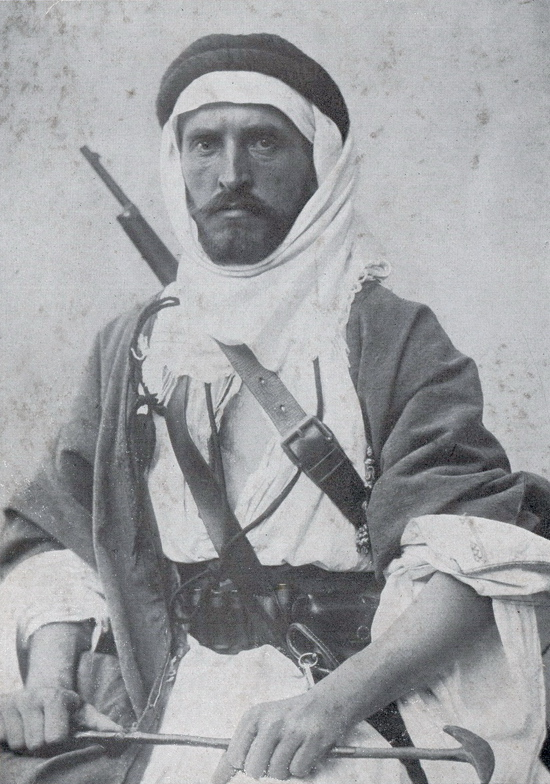
Prof. ThDr. Alois Musil (Músa ar Rueili) byl jedním z nejznámějších českých orientalistů

- Obezitologie – věda zabývající se nadváhou.
- Oceánografie – vědní obor zabývající se oceány a moři. Též oceánologie.
- Odontologie – viz stomatologie.[122]
- Odorologie – kriminalistický obor, který se zabývá identifikací na základě pachu.
- Oftalmologie – obor medicíny zabývající se zrakovými drahami.
- Oneirologie – nauka o snech.[123]
- Onkologie – medicínský obor, který se zabývá nádorovými onemocněními.
- Onomastika – nauka o vlastních jménech. Též onomatologie.
- Onomaziologie – lingvistická nauka o pojmenování jevů, věcí atd. jazykovými znaky.[124]
- Ontogenetická psychologie – obor psychologie, které se zabývá psychickým vývojem jedince.[125]
- Oologie – věda, zabývající se studiem vajec.
- Optika – odvětví fyziky, které se zabývá světlem a jeho interakcí s látkami.
- Orientalistika – věda zabývající se jazykem, kulturou a historií etnik Orientu.
- Organologie – nauka o hudebních nástrojích; specificky též nauka o varhanách.
- Ornitologie – nauka o ptácích.
- Ortoepie – nauka o správné výslovnosti.[34]
- Ortografie – nauka o pravopise.[34]
- Osteologie – nauka o kostech.[126]
- Otologie – ušní lékařství,[127] též otiatrie.
- Otorhinolaryngologie – ušních, nosních a krčních lékařství.

## P

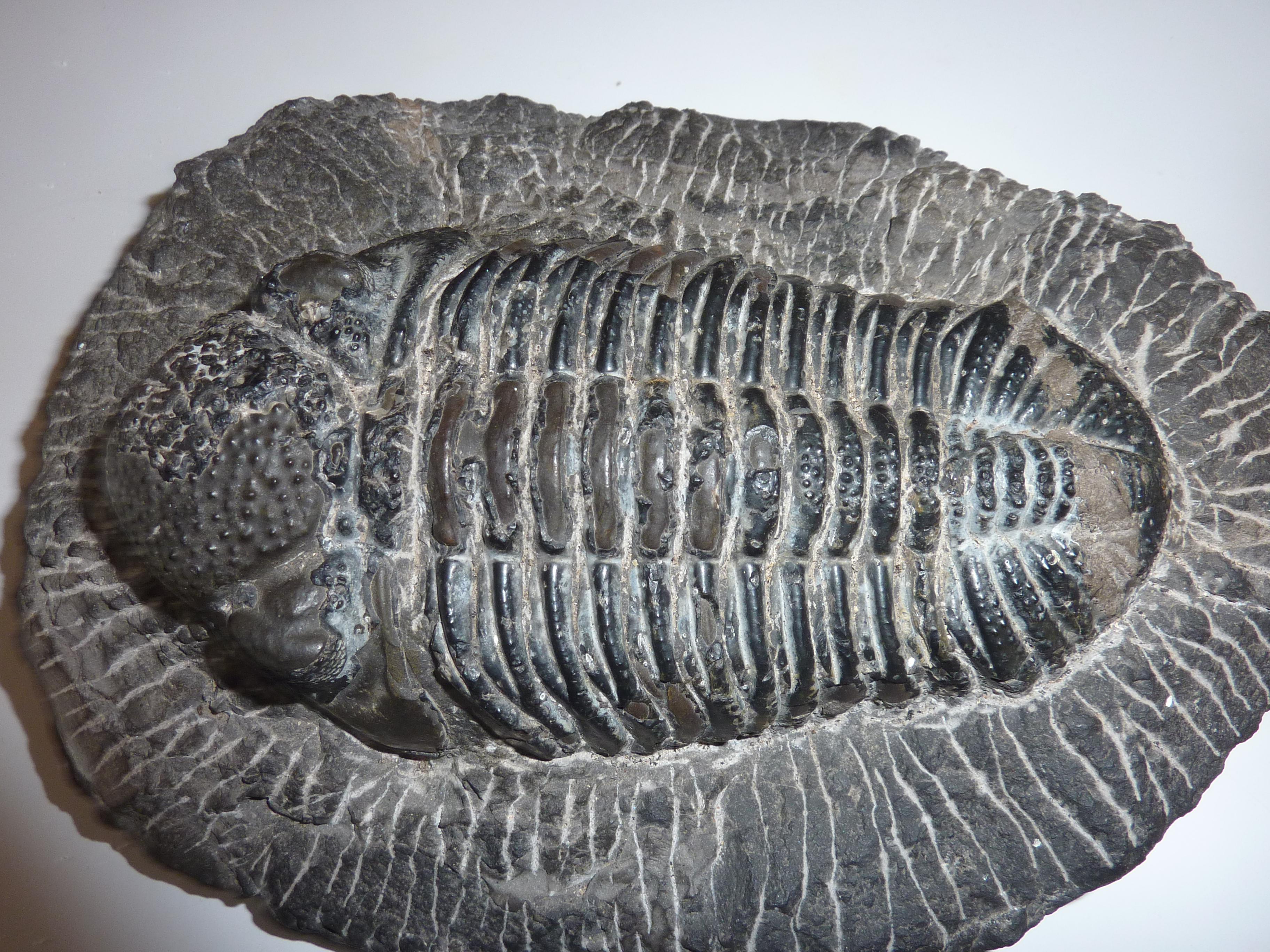
Trilobiti jsou jednou z nejznámějších skupin fosilních organismů. Studiem fosílií se zabývá paleontologie.

- Paleogeografie – geografická disciplína zbývající se geografickými poměry v jednotlivých geologických obdobích.
- Paleografie – pomocná historická věda studující vývoji písma a grafických znaků.
- Paleografika – pomocná historická věda studující písemné památky.
- Paleoklimatologie – obor zbývající se klimatickými poměry v jednotlivých geologických obdobích.
- Paleontologie – věda o životě v minulých geologických obdobích.
- Paleopatologie – pomocná věda historická studující patologické změny na historickém a archeologickém materiálu.
- Palinologie – nauka o pylech.
- Papyrologie – věda zabývající se písemnými památkami psanými na papyru.[128]
- Parazitologie – obor biologie zabývající se studiem parazitů vč. studia průběhu a léčby parazitárních onemocnění.
- Parodontologie – oboro zubního lékařství, který se zabývá měkkými ústními tkáněmi.
- Patologická anatomie – lékařský obor studující změny ve stavbě těla způsobené chorobami.
- Patologická fyziologie – lékařský obor studující funkční změny organismu způsobené chorobnými procesy. Též patofyziologie.
- Patologie – obecně věda studující onemocnění, často je používán ve smyslu konkrétního oboru.
- Patopsychologie – psychologická nauka o chorobných stavech a úchylkách průběhu duševních pochodů.[129]
- Pedagogická psychologie – odvětví psychologie, které se zabývá vzděláváním a s ním souvisejícími procesy a změnami v lidské psychice.[130]
- Pedagogika – obor studující výchovu a vzdělávání.
- Pedeutologie – nauka o pedagogických profesích.[131]
- Pediatrie – lékařský obor zabývající se chorobami dětského věku.
- Pedobiologie – biologický obor, který zkoumá organizmy v půdě.
- Pedologie – věda o půdách, nebo též souhrnná věda o dětech.
- Pedopsychologie – nauka o psychologii dítěte.[132]
- Penologie – součást právní vědy zabývající se tresty.
- Perinatologie – medicínský obor, který se zabývá perinatální péčí.[133]
- Petrochemie – obor chemie zabývající se využitím ropy a zemního plynu.
- Petrologie – věda o horninách.
- Písmoznalectví – forenzní věda zabývající se zkoumáním a porovnáváním písemných projevů za účelem identifikace nebo naopak vyloučení pisatele.
- Planetologie – věda zkoumající planety.
- Pneumologie – lékařský obor zabývající se plicními onemocněními.
- Politologie – věda zabývající se popisem a hodnocením politických jevů.
- Polonistika – věda zabývající se jazykem, kulturou a historií polského národa.
- Pomologie – odvětví botaniky, které se zabývá popisem a podrobnějším studiem odrůd ovoce.
- Posturologie – psychologická disciplína zabývající se postoji a uspořádáním těla v prostoru.
- Potamologie – odvětví hydrologie, které zkoumá povrchově tekoucí vody.[134]
- Proktologie – medicínský obor, který se zabývá řitním otvorem, konečníkem a esovitou kličkou.[135]
- Psefologie – sociologická nauka o voličích a volebních postojích.[136]
- Pragmatika – obor lingvistiky zabývající se řečovým aktem jako účelovým jednáním.
- Právní věda – viz jurisprudence.
- Primatologie – nauka o primátech.
- Protobiologie – věda zabývající se studiem vzniku života.
- Protozoologie – obor biologie zabývající se studiem prvoků.
- Psychiatrie – lékařský obor studující duševní poruchy a onemocnění.
- Psychofarmakologie – odvětví farmakologie, které zkoumá ovlivnitelnost psychiky pomocí chemických látek.[137]
- Psychoimunologie – psychologické odvětví zaměřené na zkoumání vlivu psychiky na lidskou imunitu.[138]
- Psychologie – věda studující chování a mentální procesy.
- Psychometrika – obor psychologie zabývající se kvantifikací a měřením psychických jevů. Též psychometrie.
- Psychoonkologie – interdisciplinární věda zabývající se psychologickými a sociálními aspekty rakovinných onemocnění.[139]
- Psychopatologie – disciplína psychologie, která zkoumá duševní poruchy.
- Pteridologie – nauka o kapraďorostech.[140]

## R

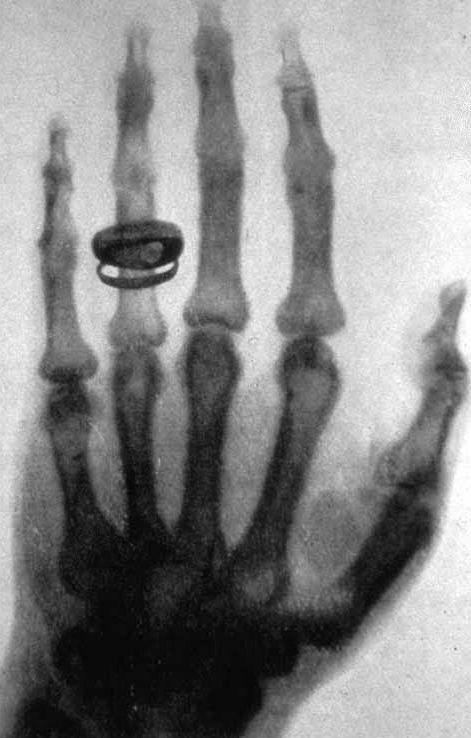
Rentgenový snímek ruky Alberta von Koellikera pořízený Wilhelmem Conradem Röntgenem 23. ledna 1896 stál u zrodu lékařského oboru radiologie

- Radioastronomie – obor astronomie zabývající se výzkumem vesmíru prostřednictvím rádiových vln.
- Radiobiologie – obor studující biologické účinky ionizujícího záření.
- Radioekologie – nauka zkoumající vliv ionizujícího záření na životní prostředí.[141]
- Radiochemie – odvětví chemie studující vlastnosti a aplikace radionuklidů a jejich sloučenin při studiu chemických a biochemických dějů. Též jaderná chemie.[142]
- Radiologie – lékařský obor zabývající se diagnostikou pomocí rentgenového záření. V anglosaském prostředí obvykle zahrnuje veškeré využití ionizujícího záření v medicíně.
- Radiometrie – fyzikální obor, který se zabývá energetickými vlastnostmi elektromagnetického záření.
- Radioterapie – lékařský obor zabývající se využitím ionizujícího záření v terapii.
- Religionistika – věda zkoumající náboženství.
- Rentgenologie – archaické synonymum pro radiologii.
- Rentgenová astronomie – obor astronomie zkoumající zdroje rentgenového záření ve vesmíru.
- Reologie – nauka o obecném deformačním chování látek.
- Revmatologie – lékařský obor zabývající se revmatickými nemocemi.[143]
- Rinologie – nosní lékařství.[144]
- Romanistika – věda zabývající se jazykem, kulturou a historií národů, kteří hovoří nějakým z románských jazyků.
- Romistika – společenská věda, která studuje jazyk a kulturu Romů.
- Rusistika – věda zabývající se jazykem, kulturou a historií rusky hovořících národů.

## S
- Saprobiologie – nauka o organizmech žijících v hnilobném prostředí.[145]
- Seismologie – obor geofyziky, který se věnuje studiu zemětřesení a seismickým vlnám.
- Sémantika – nauka o významu slov, morfémů a jiných znaků.
- Sémasiologie – podobor sémantiky, který se zabývá pouze významem slov.[146]
- Sémiotika – nauka o znakových systémech. Též sémiologie.
- Semitologie – věda zabývající se jazykem, kulturou a historií Semitů.
- Senologie – medicínský obor zabývající se chorobami prsou.
- Sérologie – odvětví imunologie, které zkoumá séra.
- Sexuologie – věda zabývající se pohlavním životem.
- Sfragistika – pomocná historická věda, která identifikuje a zkoumá pečetě.
- Sindefendologie – nauka o sebeobraně.
- Sinologie – věda zabývající se jazykem, kulturou a historií Číny.
- Slavistika – věda zabývající se jazykem, kulturou a historií Slovanů.
- Sociální psychologie – psychologické odvětví, které zkoumá sociální vlivy na psychiku a chování jedince.
- Sociobiologie – obor zkoumající společnost z pohledu biologie.
- Sociologie – společenská věda zkoumající sociální život jednotlivců, skupin a společností.
- Somatologie – nauka o lidském těle.
- Sonochemie – obor chemie, který využívá k iniciaci chemických reakcí ultrazvukové vlny.
- Sorabistika – věda zabývající se jazykem, kulturou a historií Lužických Srbů.
- Speleologie – obor zabývající se výzkumem jeskyní.
- Statika – odvětví mechaniky, která se zabývá tělesy nacházejícími se v klidu.
- Statistická fyzika – fyzikální obor, který zkoumá vlastnosti makroskopických těles jako souboru velkého počtu částic. Též statistická mechanika.[147]
- Statistika – věda zabývající se kvantifikací empirických dat.
- Státověda – věda, která se zabývá vznikem, fungováním a znaky státu.
- Stereochemie – nauka o prostorovém uspořádání atomů v molekulách.
- Stereometrie – matematické odvětví, které zkoumá geometrii prostorových objektů.
- Stomatologie – zubní lékařství.
- Stylistika – jazykovědná nauka o stylu[34] a slohu.
- Surdopedie – odvětví pedagogiky, které se zabývá sluchově postiženými.
- Sumerologie – věda zabývající se jazykem, kulturou a historií Babylónu a Sumeru.
- Symptomatologie – nauka o příznacích nemocí. Též symptomatika.
- Synekologie – věda zabývající se vztahy společenstev organismů a prostředí.[148]
- Syntax – nauka o větách.[34]
- Syžetologie – nauka o příbězích.

## T
- Teatrologie – nauka o divadlu.[149]

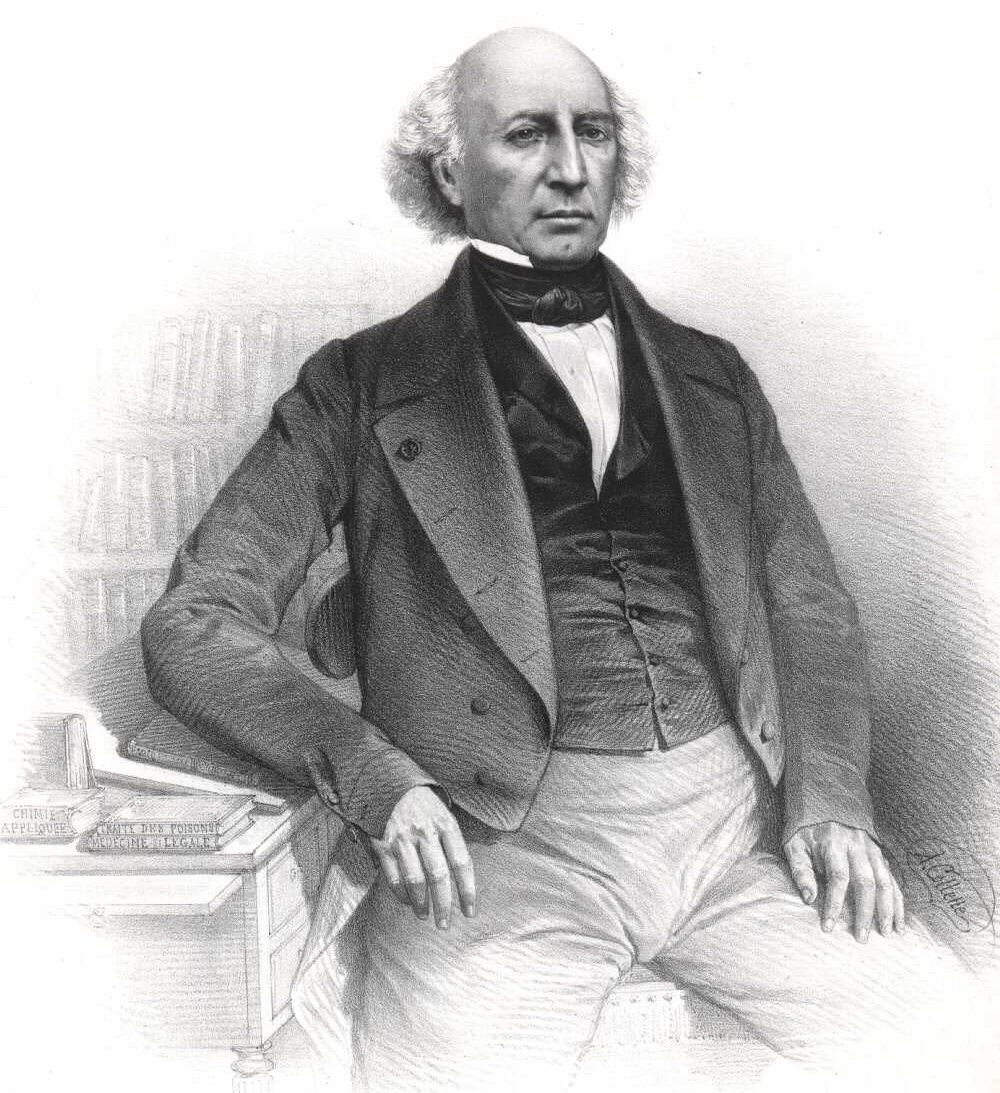
Mathieu Orfila je považován za zakladatele moderní vědecké toxikologie

- Technologie – odvětví techniky, které se zabývá výrobními postupy.
- Teologie – věda o náboženství a jeho obsahu, strukturách a dějinách, obvykle úžeji zaměřená na jedno náboženství (například křesťanství) na rozdíl od religionistiky.
- Teratologie – medicínský obor zkoumající vývojové vady.[150]
- Teriologie – nauka o savcích. Též mammalogie.
- Termika – fyzikální obor zabývající se vztahem teplot a vlastností látek.
- Termodynamika – odvětví fyziky, které zkoumá přeměny tepla a energií u makroskopických soustav nezávisle na jejich mikrostruktuře.
- Terminologie – odvětví lexikologie zabývající se termíny.
- Thanatologie – interdisciplinární nauka o smrti a umírání.
- Thanatopsychologie – psychologické odvětví zabývající se smrtí a umíráním.[151]
- Timbrologie – věda o poštovních známkách.
- Topografie – vědní disciplína studující povrchové útvary na povrchu vesmírných těles.
- Topologie – matematický obor, který zkoumá takové vlastnosti geometrických útvarů, které se nemění při oboustranně spojitých zobrazení.
- Topomastika – nauka o zeměpisných jménech.[152]
- Toxikologie – multidisciplinární věda, která zkoumá negativní vliv chemických sloučenin na živé organismy.
- Translatologie – interdisciplinární věda zabývající se převodem z jednoho sémiotického systému do druhého.
- Trasologie – kriminalistický obor, který se zabývá zkoumáním stop (obuvi, pneumatik apod.).
- Traumatologie – lékařské odvětví, které se zabývá poraněními.[153]
- Tribologie – obor zabývající se procesy tření, opotřebení a mazání.
- Turkologie – věda zabývající se jazykem, kulturou a historií Turecka.[154]
- Tyflologie – věda, která se zabývá se zrakově postiženými.[155]
- Typologie (lesnictví) – lesnické odvětví zabývající se tříděním lesních porostů.[156]
- Typologie (polygrafie) – polygrafická nauka o tiskovém písmu.[157]
- Typologie jazyků – lingvistický obor, který se zabývá porovnáváním jazyků.[158]

## U
- Urbanismus – nauka o stavbě sídelních útvarů.[159]
- Urologie – lékařský obor zabývající se diagnostikou a terapií chorob vylučovací soustavy a mužských pohlavních orgánů.[160]

## V

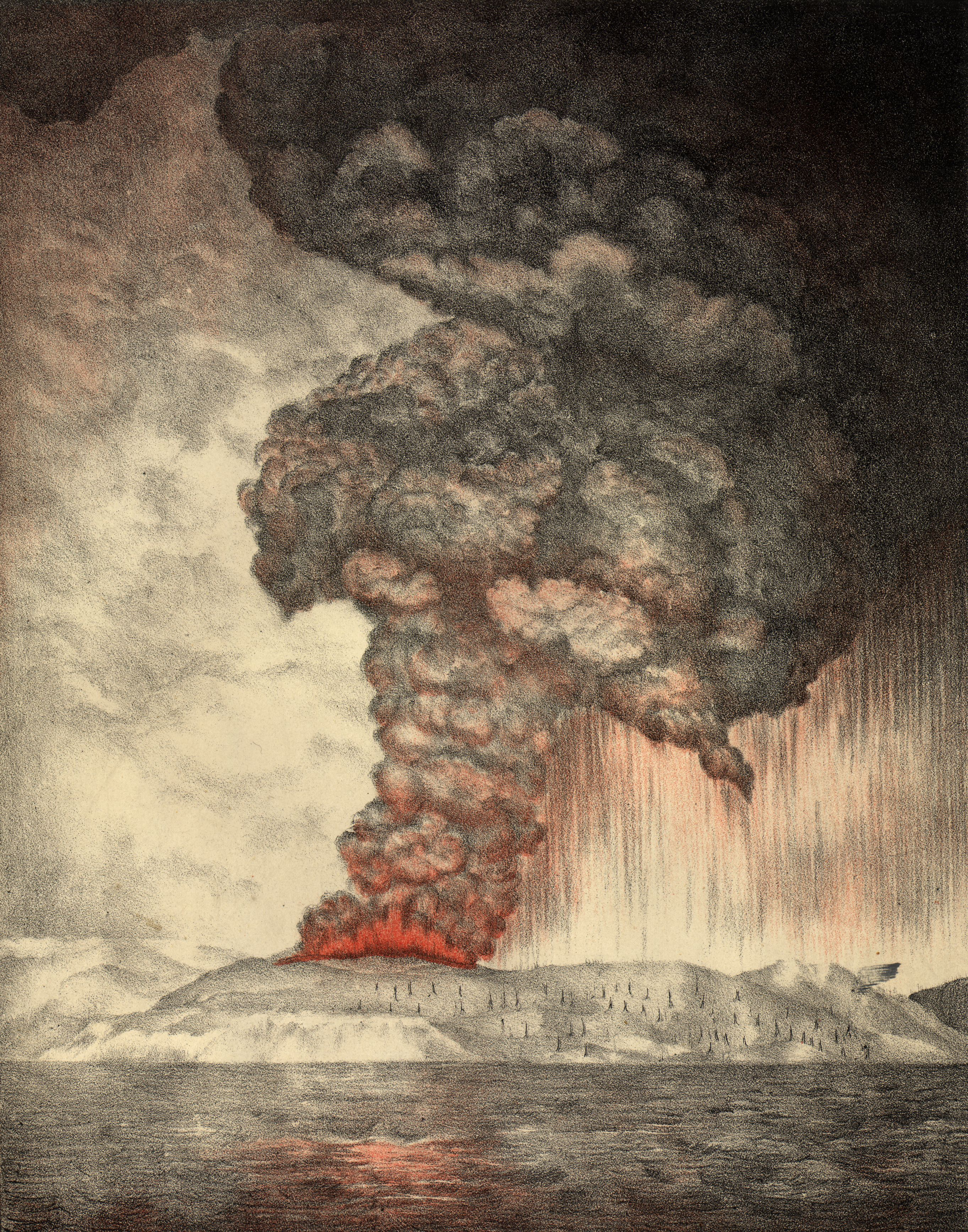
V důsledku aktivity sopky Krakatoa v roce 1883 zahynulo více než 36 000 lidí. Studiem činnosti sopek se zabývá vulkanologie

- Vakcinologie – interdisciplinární obor zabývající se očkováním
- Venerologie – obor medicíny, který se zabývá pohlavními chorobami.[161]
- Versologie – literární nauka, která zkoumá verše.[162]
- Veterinární lékařství – obor, který se zabývá zdravotní problematikou zvířat.[163]
- Vexilologie – pomocná historická věda zabývající se návrhem, historií a symbolikou vlajek, praporů a standart.[164]
- Viktimologie – odvětví kriminologie, které se zabývá oběťmi trestných činů.[165]
- Virologie – biologická věda, zabývající se studiem nebuněčných organismů (virů, viroidů a virusoidů).[166]
- Vulkanologie – obor zaobírající se sopečnou činností.[167]

## X
- Xenobiochemie – podobor biochemie studující biochemické přeměny cizorodých látek v organismu.[168]
- Xenobiologie – viz astrobiologie.
- Xylologie – obor dendrologie zkoumající struktury dřeva.[169]

## Z

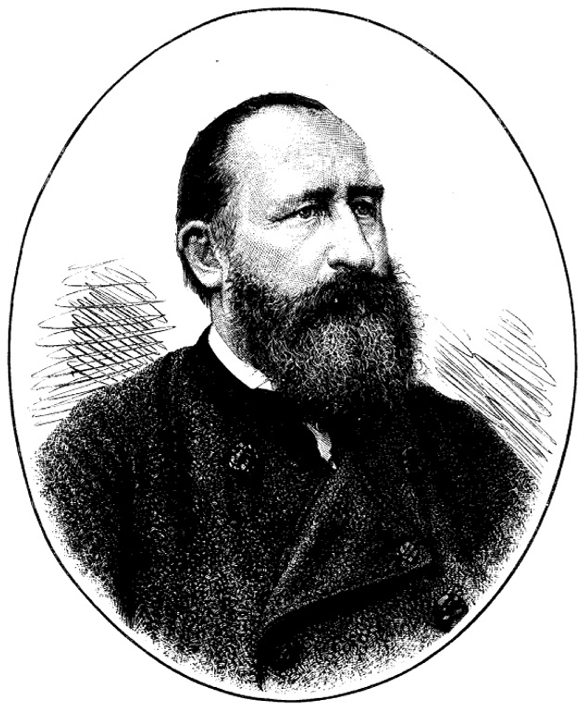
Kniha Alfreda Brehma Brehmův život zvířat (Brehm Tierleben) je jednou z nejznámějších zoologických encyklopedií

- Zoohygiena – nauka o ochraně zdraví zvířat.[170][171]
- Zoologie – biologická věda, zabývající se studiem organismů z říše živočichů.[172]
- Zoogeografie – odvětví biogeografie a interdisciplinární obor zoologie zabývající se rozšířením živočichů.[173]
- Zoopsychologie – věda o chování a psychice zvířat.[174]
- Zymologie – chemický obor zkoumající kvašení.[175]